# Kaiserpokal 1992
Der Kaiserpokal 1992 war die 72. Austragung des Kaiserpokals, des höchsten japanischen Fußballpokalwettbewerbs. Sieger des Wettbewerbs waren die Yokohama Marinos.

## Ergebnisse

### 1. Runde
|                          | Ergebnis |                      |
| ------------------------ | -------- | -------------------- |
| Verdy Kawasaki           | 2:0      | Universität Fukuoka  |
| Yamaha Motors            | 4:0      | Toho Titanium        |
| Sanfrecce Hiroshima      | 2:0      | Dōshisha-Universität |
| Mitsubishi Mizushima     | 0:5      | Gamba Osaka          |
| Urawa Reds               | 2:1      | Anfini Sapporo       |
| YKK                      | 0:4      | Fujitsu              |
| NKK                      | 2:3      | Yanmar Diesel        |
| Nippon Steel Yawata      | 1:8      | Kashima Antlers      |
| Nagoya Grampus Eight     | 1:3      | Fujita               |
| Honda Motors             | 1:0      | NEC Yamagata         |
| Keiō-Universität         | 3:2      | Kyoto Shiko Club     |
| Otsuka Pharmaceutical    | 0:3      | JEF United Ichihara  |
| Yokohama Marinos         | 8:0      | Kanazawa SC          |
| Handelsuniversität Osaka | 3:4      | Yokohama Flügels     |
| Toshiba                  | 5:6      | Chuo Bohan           |
| Kawasaki Steel           | 0:3      | Shimizu S-Pulse      |

### Achtelfinale
|                     | Ergebnis |                     |
| ------------------- | -------- | ------------------- |
| Verdy Kawasaki      | 1:0      | Yamaha Motors       |
| Sanfrecce Hiroshima | 2:3      | Gamba Osaka         |
| Urawa Reds          | 3:0      | Fujitsu             |
| Yanmar Diesel       | 1:2      | Kashima Antlers     |
| Fujita              | 3:1      | Honda Motors        |
| Keiō-Universität    | 0:1      | JEF United Ichihara |
| Yokohama Marinos    | 4:2      | Yokohama Flügels    |
| Chuo Bohan          | 1:4      | Shimizu S-Pulse     |

### Viertelfinale
|                  | Ergebnis        |                     |
| ---------------- | --------------- | ------------------- |
| Verdy Kawasaki   | 1:1 (4:2 i. E.) | Gamba Osaka         |
| Urawa Reds       | 2:1             | Kashima Antlers     |
| Fujita           | 1:0             | JEF United Ichihara |
| Yokohama Marinos | 4:3             | Shimizu S-Pulse     |

### Halbfinale
|                | Ergebnis        |                  |
| -------------- | --------------- | ---------------- |
| Verdy Kawasaki | 2:2 (4:3 i. E.) | Urawa Reds       |
| Fujita         | 0:1             | Yokohama Marinos |

### Finale
|                | Ergebnis |                  |
| -------------- | -------- | ---------------- |
| Verdy Kawasaki | 1:2      | Yokohama Marinos |